# 岡澤恋
岡澤 恋（おかざわ こい、2008年9月17日 - ）は、日本のプロスラックライン（トリックライン）選手。栃木県宇都宮市出身。本名同じ。親戚にいる著名人としては、伯父（母親の実兄）に「第158回直木賞」作家の門井慶喜がいる。作新学院高等学校に在学中。

## 人物
常に周囲に本がある環境で育ってきたせいか、かなりの読書家である。　　
Instagramのタイトルはほぼ小説のタイトルから取っている。（Night Cicada=『夜の蝉』（北村薫）、orizuru=『折鶴』（泡坂妻夫）など）
幼少時期から栃木県宇都宮市にあるユリスバレエスタジオにてバレエを習っており、体幹を鍛えるためスラックラインと出会う。
他に、高龍中国拳法道場にてカンフー（十六連功や詠春拳）を習い、オリオンスポーツクラブではアクロバットを習っている。

## 性格
内気で極度の人見知り。YouTubeやSNSなどのすべての作品は、自分で考えて撮影や編集を行っている。

## 主な成績

### ジュニア女子部門　(2018年 - )
- 2018年
  - GIBBONCUP　二子玉川ライズ　3位
  - GIBBONCUP　岩手銀河モール花巻　3位
  - GIBBONCUP　山梨　南アルプスユネスコパーク　3位
  - JAPAN BEACH GAMES　優勝
  - 第2回スラックライン全日本選手権大会　3位
  - 第9回日本オープンスラックライン選手権大会　2位
- 2019年
  - GIBBONCUP　グランフロント大阪　優勝
  - GIBBONCUP　岩手銀河モール花巻　優勝
  - GIBBONCUP　山梨　南アルプスユネスコパーク　優勝
  - 第10回日本オープンスラックライン選手権大会　優勝
- 2020年
  - JAPAN BEACH GAMES 優勝

### オープン女子部門（2021年 - )
- 2021年
  - 第11回日本オープンスラックライン選手権大会　優勝
- 2022年
  - 第3回GIBBON BEACH GAMES TOKYO ODAIBA　優勝
  - 世界大会 Trickline World Cup 2022 優勝
  - GIBBONCUP　岩手銀河モール花巻　2位

## 受賞歴
- 2020年 - 宇都宮市民賞[4]
- 2022年 - 宇都宮市民賞

## テレビ・イベント出演
- 2019年7月 - とちぎテレビ『みらいアスリート』 [5]
- 2020年3月 - 日本テレビ『シューイチ』[6]
- 2021年11月 - NHK Eテレ『沼にハマってきいてみた』[7]
- 2022年1月 - 日本テレビ『スッキリ』
- 2022年4月 - TBS『THE TIME,』[8]
- 2022年5月 - MBS『せやねん!』
- 2022年8月 - 日本テレビ『スッキリ』
- 2022年9月 - 野外フェス『TAKENAKANA OTO』　栃木県宇都宮市若山農場
- 2023年2月 - TBS『THE TIME,』[9]
- 2024年11月 - 日本テレビ『超無敵クラス』

## 雑誌掲載
- 2020年7月 - 定期刊行誌 『すこやかファミリー 2020年7月号』巻頭特集記事
- 2020年12月 - 宇都宮市広報誌『広報うつのみや』特集記事[10]
- 2021年2月 - 『読売新聞』特集記事
- 2021年11月 - 『産経新聞』特集記事[11]
- 2022年9月 - 『下野新聞』記事掲載